# Пасхаев, Хамид Алуевич
Ха́мид Алу́евич Пасха́ев (род. 29 января 1994, Шали, Чечня) — российский чеченский кикбоксер, чемпион и призёр чемпионатов России, обладатель Кубка России (2010), чемпион мира, победитель российских и международных турниров.

## Спортивные результаты
- Трёхкратный чемпион СКФО (2007—2011);
- Обладатель Кубка России (Саратов, 2010);
- Серебряный призёр чемпионата России (Омск, 2011);
- Победитель Всероссийского турнира на призы Рамзана Кадырова (Грозный, 2011);
- Серебряный призёр чемпионата России в разделе К-1 (Саратов, 2012)[1];
- Чемпион России по кикбоксингу в разделе Лоу Кик (2012);
- Чемпион России по кикбоксингу в разделе Лоу Кик (Нижний Тагил, 2013)[2];
- Чемпион мира по кикбоксингу (2012);
- Серебряный призёр чемпионата России по кикбоксингу в разделе К-1 (Калининград, 2014)[3][4].
- Чемпионат России по кикбоксингу 2022 года — ;

## Семья
Старшие братья Хамида Умар и Бувайсар Пасхаевы также занимаются кикбоксингом, являются чемпионами и призёрами чемпионатов России и крупных международных соревнований.